# みとせのりこ
みとせ のりこ（12月3日 - ）は、日本の女性歌手。血液型はAB型。主にPCゲームの主題歌を歌っている。

## 人物・概要
特に音楽教育を受けているわけではなかった（ただし、幼少期に聖歌隊に触れていたことはあった）が、1993年に井上俊彦が結成した『キルシェ(kirche)』に参加し音楽活動を開始する。翌1994年、キルシェの正式メンバーとなる。
キルシェは東京都内のライブハウスを中心に活動し、当初のZABADAKのコピーバンド から次第にオリジナル楽曲を増やしてゆき、みとせの透明感のある歌声と叙情的・幻想的な楽曲で人気を博した。
キルシェ以外にも、2003年にナルキとの音楽ユニット『ORITA』を結成したり、個人活動を行うなど活動の幅を広げている（個人での活動の例としてはテレビゲーム『クロノ・クロス』のエンディングテーマ「RADICAL DREAMERS 〜盗めない宝石〜」など）。
ゲームの楽曲以外にも自費出版でのCDのリリースを積極的に行うなどしている。また、少女達を題材とした独自の世界観を繊細なタッチで描き、漫画同人誌としても発表している。

## ディスコグラフィー
（商用作品のみを記載）

### みとせのりこ名義の作品
- ヨルオトヒョウホン（夜音標本） 2005/3/6
- crochet 2005/7/28
- savon 2005/9/21
- カタン -cotton- 2007/5/23
- yorlga 2010/5/19
- カタン-cotton- ＜第二集＞ 2011/06/08
- Centifolia-Noriko Mitose Art Works Best- 2011/11/30
- vierge automatique 〜擬似少女楽園廃墟II〜 2012/9/20
- Mille-feuille 〜Noriko Mitose Pop Works Best〜 2012/10/31
- 宵待ロマンチカ 2013/7/24
- Nostalgia〜Noriko Mitose Retoro Works Best〜 2014/10/01
- Round and Round 2015/1/7
- LoveSongs 2015/04/01
- SilentSongs ～Noriko Mitose Art Works Best～ 2015/12/02
- yorlga2 2017/03/01

### キルシェ名義の作品
- ColouredWater（カラード・ウォーター） 2000/4（テープによる旧版は1995/8にリリース）
- Pleiades（プレアデス） 1999/6
- 唄は語り継がれる 2002/8/10
- Schwarz Nacht（シュヴァルツ・ナハト） 2005/2/6

### ORITA名義の作品
- Phill（2003年8月25日）
  1. rain〜雨音の窓辺で
  2. 月下美人〜Tube Rose〜
  3. 眠りの森
  4. 真珠の夢は水の底に沈む
  5. 地上の楽園

### その他の作品
- テン・プランツ2 1999/10/27（ヴォーカル1曲の参加）
- パンドラの夢（ぱじゃまソフト）
- PIZZICATO POLKA 〜彗星幻夜〜（ぱじゃまソフト）
- 結い橋（ういんどみる）
- 落ち葉の舞う頃（NOA）
- 蝉時雨（NOA）
- クロノ・クロス オリジナルサウンドトラック 1999/12/18（ヴォーカル数曲を担当）
- 奇跡の光（『オレの巫女さま〜オレ巫女〜』エンディングテーマ）BLACK PACKAGE 2005/10/14
- アルトネリコ（バンプレスト）2006/1/26
- 月奏〜ツキカナデ-Ar_tonelico hymmnos concert Side 紅 2006/1/30
- 地獄歌占 （ころんぶす『地獄少女』オリジナルイメージアルバム　作詞/Vo./Cho. 計5曲参加）2006/12
- STIGMATA（『マナケミア 〜学園の錬金術士たち〜』ヴォーカル1曲参加）
- うみねこのなく頃に（『うみねこのなく頃に』主題歌）2007/8/17（作詞のみ）
- conte de fees（『リリカル♪りりっく』キャラクターソングCD）2007/8/24
- 澪〜ミオ-Ar_tonelico2 hymmnos concert Side. 蒼 2007/10/24（作詞のみ）
- 焔〜ホムラ-Ar_tonelico2 hymmnos concert Side. 紅 2007/10/24
- Omegaの視界 ヴォーカル集 「GNOSISONG」（「白と黒の祭儀」の作詞/Vo.1曲参加）2007/12/31
- Lorelei（『イリスのアトリエ グランファンタズム』エンディングテーマ）
- 頁の翼 -あの空へ-（『まほろばStories』オープニングテーマ）
- seven colors（『はるかぜどりに、とまりぎを。』オープニングテーマ）
- クローバー（『Clover Point』オープニングテーマ）
- 雨の寂（劇団After6公演『雨の寂』主題歌）2008/06/20
- 海つ波（『アオイシロ』挿入歌）
- Dream 〜The other side〜（『D.C. 〜ダ・カーポ〜』主題歌CD 1曲参加）
- message（コラボレーションアルバム、「片羽＜カタハ＞のコトリ」の作詞・ヴォーカルを担当）2008/12/24
- Omegaの視界 ヴォーカル集 月供調 [gIg+]（「紅い月、夜を想う」「月は無慈悲な白き玉座」「D_Side of the Moon 〜Omegaの瞳に祝福あれ」の作詞/Vo. 3曲参加） 2008/12/30
- Atelier Vocal Historia 1997〜2009 〜アトリエ ヴォーカルヒストリア〜（「好きだった絵本(Vocal Version)」の作詞/Vo./Cho.　他にSTIGMATA，Lorelei 計3曲参加） 2009/01/28
- little cheat（『フォルト!!』挿入歌）
- 茜色の空、川の色（『フォルト!!』エンディングテーマ）
- 空想活劇(「silence」のVo.を担当) 2009/12/29
- 珠洲ノ宮 〜Ar tonelicoIII hymmnos concert side. 紅〜（「XaaaCi.」の作詞/Vo./Cho.を担当）　2010/1/27
- 桜散ル夜＜ハナチルヤ＞（『華ヤカ哉、我ガ一族』主題歌）
- Atelier Series Vocal Collection Volkslied 3（「KODAMA」「REPLICATED ANGEL」の2曲のVo./Cho.を担当）　2010/06/23
- 空想活劇・参(「両腕の地平」のVo.を担当)2011/12/29

## 出演

### ゲーム
- まほろばStories（絵本の朗読）
- アルトネリコ
- Dolls Nest (ドールズネスト) 2025/4/24

### ラジオ
- ま〜まれぇど放送局 サクラサク♪さくらじお(音泉　2007年5月 - 10月)